# Олбані (селище, Вермонт)
Олбані (англ. Albany) — селище (англ. village) в США, в окрузі Орлінс штату Вермонт. Населення — 166 осіб (2020).

## Географія
Олбані розташоване за координатами 44°43′48″ пн. ш. 72°22′54″ зх. д. / 44.73000° пн. ш. 72.38167° зх. д. (44.729932, -72.381758).  За даними Бюро перепису населення США в 2010 році селище мало площу 4,02 км², з яких 3,99 км² — суходіл та 0,03 км² — водойми.

## Демографія
Згідно з переписом 2010 року, у селищі мешкали 193 особи в 73 домогосподарствах у складі 55 родин. Густота населення становила 48 осіб/км².  Було 83 помешкання (21/км²).
Расовий склад населення:
| - 93,8 % — білих - 3,6 % — чорних або афроамериканців - 1,0 % — корінних американців - 0,5 % — азіатів |

До двох чи більше рас належало 1,0 %. Частка іспаномовних становила 0,0 % від усіх жителів.
За віковим діапазоном населення розподілялося таким чином: 26,9 % — особи молодші 18 років, 58,6 % — особи у віці 18—64 років, 14,5 % — особи у віці 65 років та старші. Медіана віку мешканця становила 39,2 року. На 100 осіб жіночої статі у селищі припадало 105,3 чоловіків;  на 100 жінок у віці від 18 років та старших — 98,6 чоловіків також старших 18 років.
Середній дохід на одне домашнє господарство  становив 60 922 долари США (медіана — 51 563), а середній дохід на одну сім'ю — 64 275 доларів (медіана — 57 500). За межею бідності перебувало 5,4 % осіб, у тому числі 0,0 % дітей у віці до 18 років та 3,4 % осіб у віці 65 років та старших.
Цивільне працевлаштоване населення становило 84 особи. Основні галузі зайнятості: науковці, спеціалісти, менеджери — 26,2 %, освіта, охорона здоров'я та соціальна допомога — 25,0 %, виробництво — 19,0 %.